# Les Ulmes
Les Ulmes település Franciaországban, Maine-et-Loire megyében. Lakosainak száma 553 fő (2022. január 1.). Les Ulmes Cizay-la-Madeleine, Courchamps, Distré, Rou-Marson, Verrie és Doué-en-Anjou községekkel határos.

## Népesség
A település népességének változása:
| Lakosok száma | 446  | 467  | 468  | 520  | 586  | 582  | 579  | 577  | 574  | 553  |
|               | 1968 | 1982 | 1990 | 2006 | 2013 | 2015 | 2017 | 2019 | 2020 | 2022 |